# Andrew Strath
Andrew Strath, född den 1 mars 1837 i St Andrews, död den 23 februari 1868 i Prestwick, var en skotsk professionell golfspelare.
Liksom de flesta proffsen på den tiden livnärde inte Strath sig på de tävlingar som han ställde upp i. Han arbetade till en början som lärling åt en klubbtillverkare och ibland spelade han med Tom Morris Sr i utmanarmatcher som var en attraktion på den tiden. Han var berömd för den kraftiga backspin som han gav bollen med sina järnslag.
Strath vann The Open Championship 1865 och han blev då den enda spelaren som lyckades bryta Willie Park Sr, Tom Morris Sr och Tom Morris Jrs dominans i de tidiga upplagorna av tävlingen. Han slutade trea 1860, fyra 1863, tvåa 1864 och fyra 1867. 1865 efterträdde han Tom Morris Sr som Keeper of the Green på Prestwick, men avled i tuberkulos vid 30 års ålder.
Även hans bröder Davie och George var golfspelare. Davie ansågs vara den bästa av de tre, men liksom Andrew avled han tidigt. George arbetade som klubbprofessional på Royal Troon innan han emigrerade till USA.
| Majorsegrare genom tiderna                                                                                     |               |               |               |                  |
| 200 olika spelare har vunnit i herrarnas majortävlingar. Andrew Strath var den 3:e spelaren som vann en major. |               |               |               |                  |
| 1:a | 2:a           | 3:e           | 4:e           | 200:e            |
| Willie Park Sr                                                                                                 | Tom Morris Sr | Andrew Strath | Tom Morris Jr | Louis Oosthuizen |
| Lista över golfens majorsegrare                                                                                |               |               |               |                  |